# Hyptis macrocephala
Hyptis macrocephala là một loài thực vật có hoa trong họ Hoa môi. Loài này được M.Martens & Galeotti mô tả khoa học đầu tiên năm 1844.